# Procesado 1040
 Procesado 1040 és una pel·lícula en blanc i negre de l'Argentina dirigida per Rubén W. Cavallotti sobre el guió de Wilfredo Jiménez segons l'obra de Juan Carlos Patrón que es va estrenar el 4 de setembre de 1958 i que va tenir com a protagonistes a Narciso Ibáñez Menta, Walter Vidarte, Carlos Estrada i Juan Carlos Lamas. El director,el guionista, l'autor i el protagonista Vidarte són de nacionalitat uruguaiana. Fou seleccionada per participar en la selecció oficial del Festival Internacional de Cinema de Sant Sebastià 1959.

## Sinopsi
Per tallar la planta enfiladissa del seu veí un vell és portat a presó on sofreix tot tipus de vexacions i un lladregot el protegeix.

## Comentaris
Manrupe y Portela escriuen:
| « | ”L'obra de Patró objecta el sistema carcerari i judicial. La pel·lícula subratlla aquesta indignitat amb rigor formal i visual, malgrat un final poc sincer. Vidarte va interpretar el mateix paper que en el teatre i és la revelació. Ibáñez Menta torna a encarnar a un ser torturat” | » |